# Childe Harold’s Pilgrimage

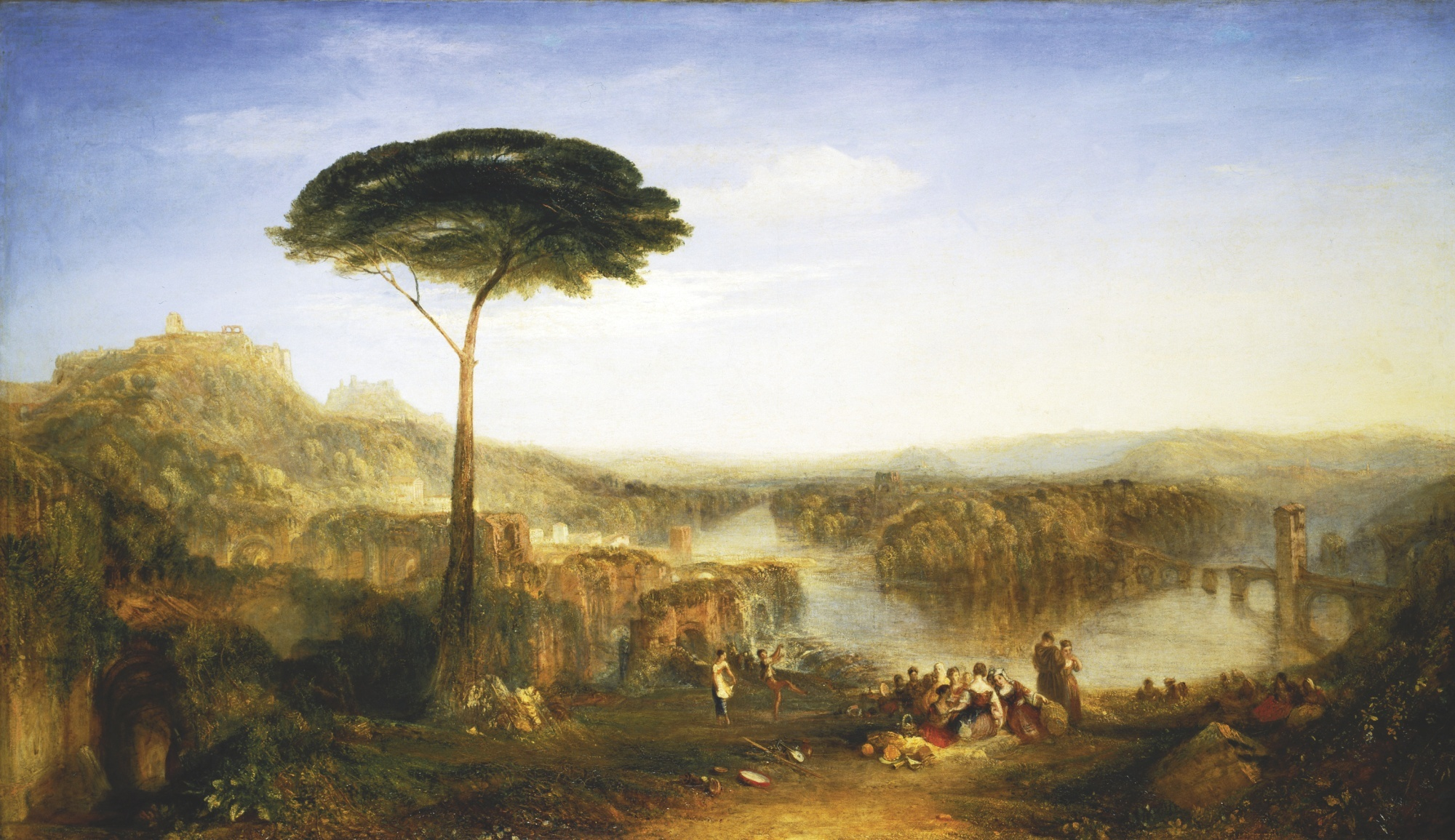
Childe Harold’s Pilgrimage von William Turner, 1823.

Childe Harold’s Pilgrimage (deutsch: Childe Harolds Pilgerfahrt) ist eines der bekanntesten und erfolgreichsten Werke des britischen Dichters Lord Byron. Das Versepos wurde zwischen 1812 und 1818 herausgegeben.
Der Titel geht auf die mittelalterliche Bezeichnung „childe“ (deutsch: Schildknappe) für einen jungen Anwärter auf den Ritterstand zurück.

## Inhalt
Das Werk, eine lange Verserzählung, beschreibt die Reisen eines jungen Mannes, der aus Enttäuschung über sein Luxusleben Zerstreuung in fremden Ländern sucht. Es bringt die Melancholie und Enttäuschung zum Ausdruck, die von einer Generation empfunden wurde, die der Revolutions- und napoleonischen Kriege müde war.
Childe Harold’s Pilgrimage besteht aus vier Canti, die in Spenserstrophen geschrieben sind, bestehend aus jeweils acht jambischen Fünfhebern, gefolgt von einem zwölfsilbigen jambischen Alexandriner, mit dem Reimschema [ababbcbcc].
Das Werk hat stark autobiografische Züge. Die ersten Teile beruhen auf Lord Byrons Reisen zwischen 1809 und 1811 über Portugal, Spanien und Malta ins Osmanische Reich, in das Zentrum der Zivilisation, zum Parthenon nach Athen. In den späteren Canti tritt der Autor selbst auf den Plan, so dass die Unterscheidung zwischen Protagonist und Autor immer schwieriger wird. Childe Harold wurde ein Vehikel für Byrons eigene Überzeugungen und Ideen; im Vorwort zum dritten Buch schreibt Byron, sein Held sei nur eine Ausprägung seiner selbst.

## Bedeutung
Die Veröffentlichung des ersten Canto war eine Sensation. „Eines Morgens wachte ich auf und war berühmt“, soll Byron gesagt haben. Vor allem Frauen waren fasziniert vom Charakter Harolds, seinen Vorahnungen und unbeschreiblichen Lastern. Lord Byron wurde schnell zum Liebling der einflussreichen Aristokratinnen der Zeit.
Das Werk führte den literarischen Archetyp des Byronic Hero ein, einer Form des Antihelden und Außenseiters, der die eigene Persönlichkeit über die Welt an sich stellt.

## Adaptionen
- Childe Harold’s Pilgrimage inspirierte Hector Berlioz zu der  Tondichtung Harold en Italie.

## Printausgaben
- The Poems and Plays of Lord Byron. Vol. 2: Poetry and the Drama. Reihe: Everyman’s Library, 487. J. M. Dent & Sons, London 1910 u. ö,  1926. S. 1–124
- Sämtliche Werke, Bd. 1: „Childe Harolds Pilgerfahrt“ und andere Verserzählungen. Übers. Otto Gildemeister und Alexander Neidhardt. Artemis & Winkler, Mannheim 1996 ISBN 3-538-05274-3